# Union de Groupements Sportifs Élite Nantes Volley Féminin 2010-2011
Questa voce raccoglie le informazioni riguardanti l'Union de Groupements Sportifs Élite Nantes Volley Féminin nelle competizioni ufficiali della stagione 2010-2011.

## Organigramma societario
Area direttiva
- Presidente: Monique Bernard

Area tecnica
- Allenatore: Michel Genson
- Allenatore in seconda: Sylvain Quinquis, Dominique Duvivier

## Rosa
| N° | Nome               | Ruolo | Data di nascita  | Nazionalità sportiva |
| -- | ------------------ | ----- | ---------------- | -------------------- |
| 1  | Alice Persinova    | S     | 17 aprile 1980   | Rep. Ceca            |
| 2  | Anita Pethő        | S     | 4 agosto 1979    | Ungheria             |
| 6  | Laëtitia Lagarde   | L     | 18 gennaio 1986  | Francia              |
| 7  | Sarah Rumely       | P     | 11 aprile 1988   | Stati Uniti          |
| 8  | Jennifer Chalumeau | S     | 3 luglio 1989    | Francia              |
| 9  | Alexandra Dascalu  | S     | 17 aprile 1991   | Francia              |
| 10 | Nicole Vargas      | P     | 28 agosto 1986   | Stati Uniti          |
| 11 | Noëlle Chevigny    | C     | 3 settembre 1985 | Francia              |
| 12 | Valéria Hejjas     | S     | 4 luglio 1980    | Ungheria             |
| 13 | Encarnación García | C     | 4 ottobre 1979   | Spagna               |
| 14 | Laura Bonnerová    | C     | 22 dicembre 1982 | Francia              |
| 16 | Sonja Newcombe     | S     | 7 marzo 1988     | Stati Uniti          |